# Juncus subulitepalus
Juncus subulitepalus là một loài thực vật có hoa trong họ Juncaceae. Loài này được Balslev mô tả khoa học đầu tiên năm 1996.